# 尹玉羽
尹玉羽（9世纪？—940年），五代十国后梁、后唐、后晋官员，京兆长安县人。
唐昭宗天复年间，尹玉羽随人到京师，有文名。因为父母去世，一连几年多病，冬天不脱草鞋，一直在草屋守墓。守丧期满，关门隐居，没有出仕之意。后梁贞明年间，劉鄩征召他为保大军节度判官，历任雍、汴、滑、兖从事。開成石經原在务本坊，天祐年间韩建筑新城，将石经委弃于野外。刘鄩守长安，尹玉羽相请，用车拉入城中，置于原唐朝尚书省西隅。唐明宗时为解县榷盐使、光祿大夫。唐末帝李从珂清泰年间，为光禄少卿，退归关中，以林泉诗酒自乐，自称自然先生。张延朗写信相召，尹玉羽认为李从珂是养子，不愿意为他做事。石敬瑭入洛阳，尹玉羽受诏而来，献上所著《自然经》五卷，请求告老。石敬瑭下诏褒扬，颁其器物钱财，授少府监致仕，每月给俸钱及冬春二时服。天福五年五月，少府监致仕尹玉羽去世，他有著作《武库集》五十卷。